# Falu kallbadhus
Falu kallbadhus var ett kallbadhus i Falun i Dalarna. Det låg intill nuvarande Kålgårdsbadet och invigdes 1905. Badhuset ritades av Faluns dåvarande stadsarkitekt Klas Boman, och hade separata herr- och damavdelningar, större bassänger, samt två höga hopptorn på taket som var direkt sammanbyggda med övriga byggnaden. Falu simsällskap använde länge kallbadhuset samt den intilliggande simstadion. Falu kallbadhus revs 1939 efter att vattenkvaliteten, på grund av stadens expansion, försämrats kontinuerligt under 20- och 30-talen.